# La vie est immense et pleine de dangers
Pour plus de détails, voir Fiche technique et Distribution.
La vie est immense et pleine de dangers est un documentaire français réalisé par Denis Gheerbrant et sorti en 1995.

## Synopsis
La vie d'un enfant de huit ans dans un service de l'Institut Curie à Paris, pendant six mois, jusqu'à la guérison.

## Fiche technique
- Titre : La vie est immense et pleine de dangers
- Réalisation :  Denis Gheerbrant
- Photographie : Denis Gheerbrant
- Son : Denis Gheerbrant
- Montage : Catherine Gouze
- Production : Les Films d'ici
- Pays :  France
- Genre : documentaire
- Durée : 80 minutes
- Date de sortie : France - 22 février 1995

## Sélections
- États généraux du film documentaire 1994
- Festival de Cannes 1995 (programmation de l' ACID)[1]